# Bosque nacional de Tusayán
El bosque nacional de Tusayán fue establecido por el servicio forestal estadounidense en el estado de Arizona el 1.º de julio de 1910. Cuenta con una extensión de 7407,72 km² a partir de una parte del bosque nacional de Coconino y otras tierras.  El 22 de octubre de 1934 fue transferido en su totalidad al bosque nacional de Prescott. El bosque nacional de Tusayán estaba formado principalmente por pinos y enebros, en el que también crecen en profusión los cactus o rosas del desierto.